# Seuthes I.
Seuthes I. (altgriechisch Σεύθης Seúthēs) war von 424 bis 410 v. Chr. König der Odrysen in Thrakien. Er war der Sohn von Sparadokos, Enkel von Teres I., vermutlich Vater von Maisades, Neffe von Sitalkes (440–424 v. Chr.), der vor ihm König der Odrysen war und Schwiegersohn des Atheners Xenophon. Xenophon berichtet in Teil 7 seiner Anabasis von Seuthes I. Seuthes I. unterwarf mehrere Nachbarvölker.
431 v. Chr. verbündete sich Sitalkes mit den Athenern und begann auf deren Hilfeersuchen hin im Spätherbst 429 einen Feldzug gegen Makedonien mit einer 150.000 Mann starken Truppe. Seuthes ist unrühmlich in die Geschichte eingegangen, als er fünf Jahre vor seiner Thronbesteigung (429  v. Chr.) Sitalkes auf seinem Feldzug gegen Makedonien begleitete und sich von Perdikkas II. von Makedonien bestechen ließ, indem er ihm seine Schwester Stratonike zur Frau anbot, seinen Einfluss auf Sitalkes geltend zu machen und ihn zum Abbruch des Feldzuges bewegte. Der Feldzug wurde durch Seuthes Einflussnahme, dem zweiten Kommandeur nach Sitalkes, und auf seinen „Rat“ hin bereits nach 30 Tagen abgebrochen. Er heiratete vereinbarungsgemäß nach der Rückkehr nach Thrakien Stratonike.
Nachdem Seuthes I. 424 v. Chr. König wurde, verdoppelte er seine Tributforderungen an die griechischen Küstenstädte. Während seiner Regierungszeit wuchsen Wohlstand und Macht des Odrysenreiches auf vorher nicht gekannte Höhe. Thukydides berichtete in seinem Werk „Der Peloponnesische Krieg“, dass die regelmäßigen Einnahmen des Reiches 400 Talente betrugen, wozu noch einmal Tributzahlungen in annähernd gleicher Höhe in Form von Gold und Silber hinzukamen. Weiter mutmaßte Thukydides, dass Seuthes seine Hand beim Tod von Sitalkes im Spiel hatte. Sitalkes wurde in einer Schlacht mit den Triballern getötet, einem starken Stamm in Nordwestthrakien, die nicht Teil des Odrysenreiches waren. Thukydides berichtet außerdem, dass Seuthes die freundschaftlichen Beziehungen mit den Athenern aufrechterhielt.
411 v. Chr. führte Seuthes I. einen nicht sehr erfolgreichen Feldzug gegen Athen mit dem Ziel, die Halbinsel Gallipoli zu beherrschen. Ein Jahr später starb er nach schwerer Krankheit 410 v. Chr. Nach Seuthes Tod wurde das Odrysenreich in drei Teile aufgeteilt, die von Amadokos I., Maides und Euryzelmes I. beherrscht wurden.